# Iliouchine Il-103
Le Iliouchine Il-103 est un avion de sport et de tourisme monomoteur à fuselage métallique. Il peut aussi servir d'avion de transport léger et d'avion d'entraînement.

## Utilisateurs
- Corée du Sud : Force aérienne de la République de Corée, 23 Il-103K offerts par la Russie en 2004 en dédommagement de l'occupation soviétique. 20 sont en service fin 2015[1].
- Laos : Force aérienne de l'armée populaire lao
- Pérou : Armée péruvienne